# Al-Kajsuma
Al-Kajsuma (arab. القيصومة) – miasto położone w saudyjskiej Prowincji Wschodniej, przedmieście pobliskiego Hafar al-Batin.